# Alessio Saccardo
Alessio Saccardo SJ (* 21. September 1940 in Marano Vicentino, Provinz Vicenza, Venetien) ist ein italienischer Ordensgeistlicher und emeritierter römisch-katholischer Bischof von Ponta de Pedras in Brasilien.

## Leben
Alessio Saccardo trat der Ordensgemeinschaft der Jesuiten bei und empfing am 5. September 1970 die Priesterweihe.
Papst Johannes Paul II. ernannte ihn am 16. Januar 2002 zum Bischof von Ponta de Pedras. Die Bischofsweihe spendete ihm der Erzbischof von Mariana, Luciano Pedro Mendes de Almeida SJ, am 6. April desselben Jahres; Mitkonsekratoren waren Angelo Maria Rivato SJ, Altbischof von Ponta de Pedras, und Celso José Pinto da Silva, Erzbischof von Teresina. Als Wahlspruch wählte er IN VERBO TUO LAXABO RETE.
Am 23. September 2015 nahm Papst Franziskus seinen altersbedingten Rücktritt an.